# Eduard Becker (Ingenieur)
Eduard Becker (* 17. Dezember 1832 in Klein-Glienicke bei Potsdam; † 30. Juni 1913 auf seinem Sommersitz Elsenau am Werbellinsee) war ein deutscher Ingenieur sowie Maschinenfabrikant. Er war Vorsitzender des Akademischen Vereins Hütte und des Vereins Deutscher Ingenieure (VDI).

## Leben

### Familie und Ausbildung
Der evangelisch getaufte Eduard Becker, Sohn des Baumeisters Heinrich Becker sowie dessen Ehefrau Marie Friederike geborene Buchholtz, studierte nach einer kurzen praktischen Ausbildung in einer Fabrik und einer Eisengießerei in Berlin von 1853 bis 1856 am Königlichen Gewerbeinstitut in Berlin.
Eduard Becker war seit 1863 verheiratet und Vater von neun Kindern, darunter der Ingenieur und Maschinenfabrikant Erich Becker (1865–1935). Er verstarb 1913 80-jährig auf seinem Sommersitz Elsenau am Werbellinsee. Seine Frau starb zwei Jahre vor ihm.

### Berufliche Laufbahn

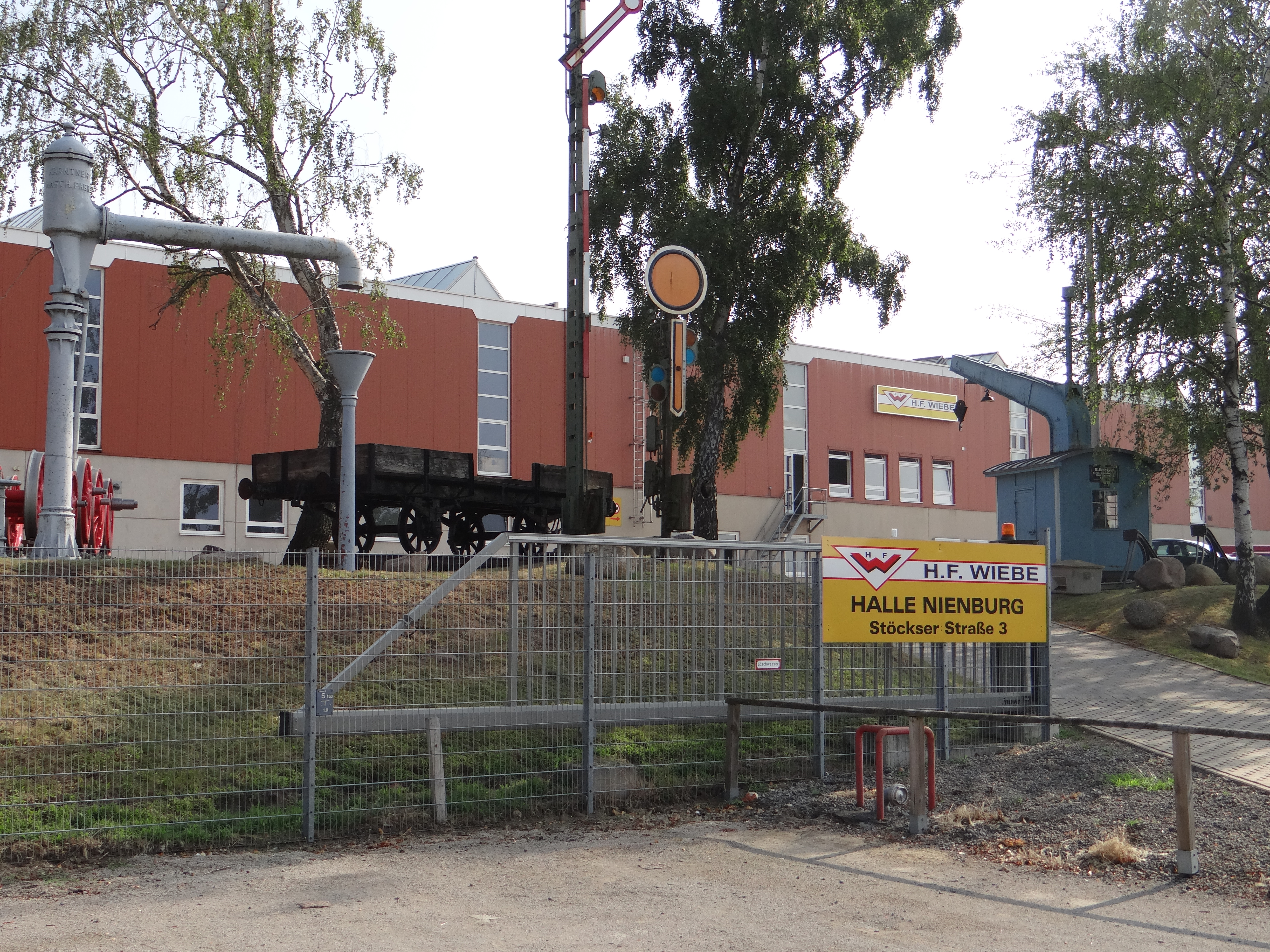
Schienendrehkran (rechts, hellblau) mit Aufschrift E.Becker, Berlin-Reinickendorf, 5000 kg Tragfkt, 1913. in Nienburg/Weser

Nach Abschluss des Studiums begann Eduard Becker als Ingenieur bei der Rufferschen Maschinenbauanstalt in Breslau. Nach einem Jahr wechselte er zu dem ebenfalls in Breslau ansässigen Unternehmen Schmidt & Laßwitz. Von 1858 bis 1860 arbeitete er als Ingenieur in London und Manchester. 1860 kehrte Becker nach Deutschland zurück und ließ sich als Zivilingenieur in Berlin nieder. Da er damit erfolglos war, trat er noch im selben Jahr eine Stelle als leitender Ingenieur in der kleinen Maschinenfabrik M. Weber in Berlin an. Im April 1866 gründete er eine eigene Fabrik. Um den Zeitraum 1879 gelangen Eduard Becker die grundlegenden Konstruktionen der Beckerschen Zentrifugalbremse und der Lastdruckbremse. Die Zentrifugal-Geschwindigkeitsbremsen, für die er auf der Hygiene-Ausstellung 1883 mit der goldenen Medaille ausgezeichnet wurde, gewährleisteten eine größere Sicherheit gegen Unfälle als die herkömmlichen Konstruktionen, da sie die Senkgeschwindigkeit selbständig regeln. Die Lastdruckbremse setzte Eduard Becker insbesondere bei seinen Schraubenflaschenzügen ein. Sie ermöglichte den selbsthemmenden Flaschenzug mit hohem Wirkungsgrad beim Heben, der in seiner Fabrik mit großem Erfolg produziert wurde. Auf der Ausstellung für Unfallverhütung führte er 1889 eine bahnbrechende Neuerung vor, nämlich den ersten elektrisch betriebenen Gießereidrehkran.

### Mitgliedschaften bei Hütte und VDI
In seinem zweiten Studienjahr wurde Becker Mitglied des Akademischen Vereins Hütte und 1855 als Nachfolger von Richard Peters dessen Vorsitzender. In dieser Funktion war er maßgeblich an der Gründung des Vereins Deutscher Ingenieure (VDI) beteiligt und bei der Gründungsveranstaltung in Alexisbad zugegen, konnte aber als Student nicht Mitglied werden. Nach Abschluss seines Studiums trat er noch in dessen Gründungsjahr 1856 dem Verein bei. Er war Vorsitzender des VDI-Ausschusses zur Beratung der Patentgesetznovelle. In den Jahren 1868 und 1876 war er Mitglied des Vorstands, 1884 und 1885 Vorsitzender des VDI. 1890 wurde Becker zum Ehrenmitglied ernannt.
Dem Berliner Bezirksverein des VDI trat Becker 1860 bei. In den Jahren 1862, 1867, 1874, 1876 und 1880 bis 1882 war er dessen Vorsitzender. Später war Becker auch Ehrenmitglied des Berliner Bezirksvereins. Dem Kuratorium der Hilfskasse deutscher Ingenieure saß er seit deren Gründung etliche Jahre vor.